# Tanta SC
Tanta Sports Club w skrócie Tanta SC (ar. إتحاد الشاوية) – egipski klub piłkarski grający w egipskiej trzeciej lidze, mający siedzibę w mieście Tanta.

## Stadion
Domowe mecze klub rozgrywa na stadionie o nazwie Tanta Stadium w Tancie, który może pomieścić 8 000 widzów.

## Reprezentanci kraju grający w klubie od 1990 roku
Stan na styczeń 2023.
| - Shawky El-Said - Abdullah El-Sawy - Hussein Faisal - Youssef Hamdi - Al-Sayed Hamdy - Khaled Kamar - Mostafa Mohamed | - Said Saad - Mario Mandrault - John Avire - Ahmed Wafa Abdulkader - Seifeddine Jaziri - Taddeo Lwanga |